# Becsinált

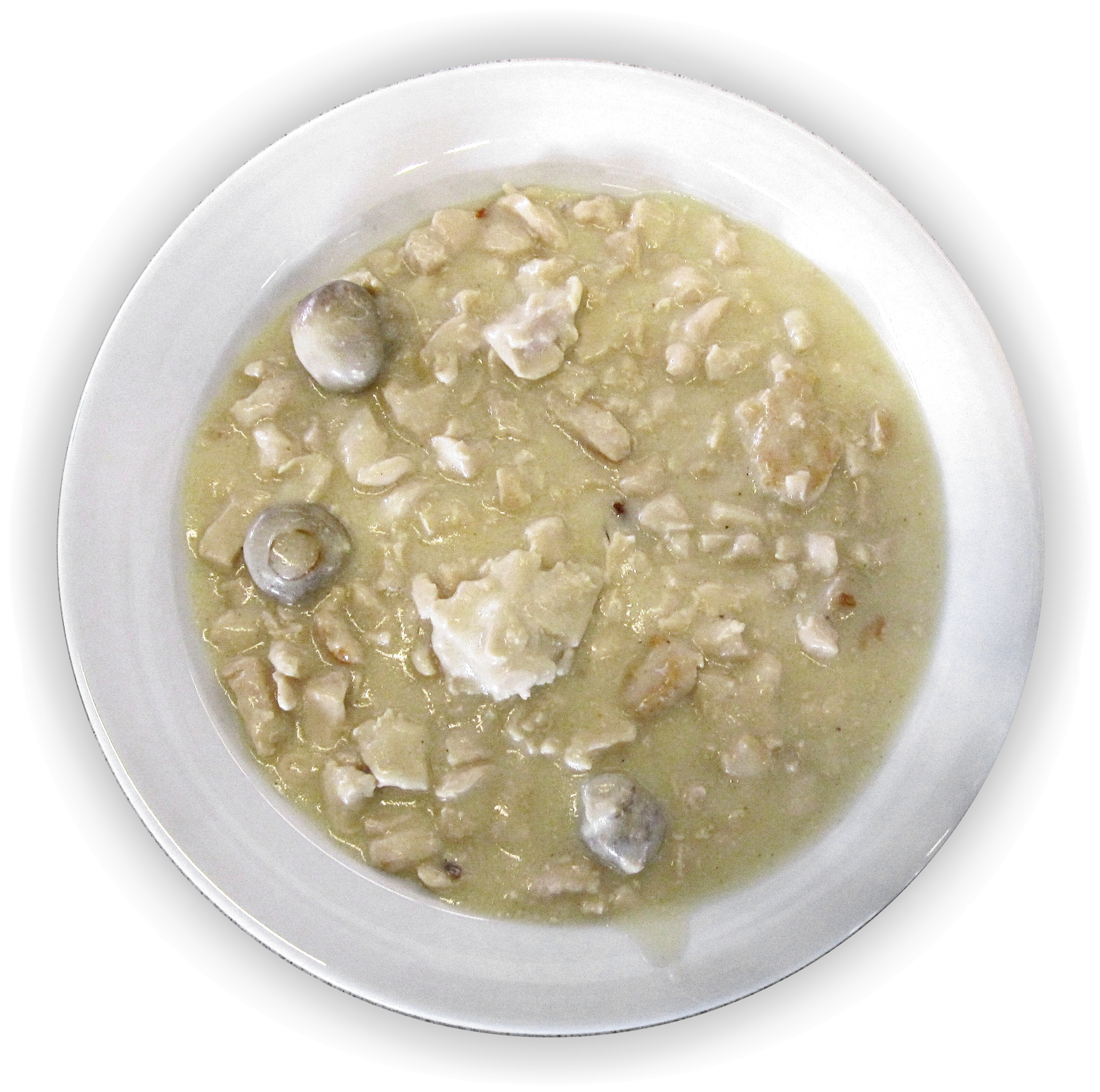
Gombával és csirkével készült becsinált

A becsinált [régies nevén frikasszé, eredetileg fricassée (fr.)] puhára vagy félpuhára párolt fehér húsból (csirkéből vagy halból) dinsztelt zöldséggel lében készített leves vagy húsétel. Lehet liszttel meghintve tojássárgával elkeverni, vagy világos vajas rántással sűríteni, tejszínnel dúsítani. A szó eredetileg azt jelentette: „befőzött”.